# Area archeologica di Campo Ceraso
L'area archeologica di Campo Ceraso è un sito italiano ubicato nell'Appennino campano, nei pressi del fiume Calore,
nel territorio del comune di Torre Le Nocelle, in provincia di Avellino, nei pressi della S.S. 7bis, a poca distanza dal centro odierno del comune di Venticano.

## Il sito
Il terrazzo occupato fin dal neolitico antico è posto sulla sommità di un ampio rilievo collinare, a quota 311 metri s.l.m., dominante sul fondovalle attraversato dal fiume Calore e a poca distanza da Felette, dove è presente un sito altrettanto pluristratificato strutturalmente connesso a Campo Ceraso.
Due frammenti di scodelle con anse a rocchetto (cultura di Diana), inizi del III millennio a.C., e un nucleo di ossidiana recuperati da Cesare Porcelli, oggi conservati nel Museo irpino, indicano come luogo di rinvenimento Campo Ceraso.
Tuttavia solo ad ottobre del 1996 è stato possibile indicare con precisione il luogo interessato da numerose presenze archeologiche.
La scoperta avvenne in seguito ad uno sbancamento abusivo connesso all’inizio dei lavori per la costruzione di un opificio nell’area PIP di Campo Ceraso, l’Ufficio archeologico di Avellino, competente per territorio, predispose un lavoro di ripulitura e documentazione delle sezioni e delle superfici esposte per verificarne la sequenza stratigrafica e le potenzialità archeologiche del sito. 
Seguirono la sospensione dei lavori e l’inserimento dell’intero lotto, peraltro già in larga parte edificato, nel novero delle aree di interesse archeologico del MIBACT.
L'importanza di Campo Ceraso è dovuta oltre alla presenza di un esteso villaggio neolitico all’aperto caratterizzato da una considerevole presenza di ceramica impressa, anche alla lunga durata del sito.
Nella parte alta del toppo pianeggiante di Campo Ceraso, sono infatti ben documentate anche altre occupazioni avvenute in epoche successive tra le quali si riconoscono le testimonianze ceramiche riferibili al neolitico medio (ceramica dipinta a reticolo di colore bruno), al neolitico finale (cultura di Diana),  all’eneolitico (Civiltà eneolitica di Laterza e Taurasi) all’antica età del bronzo (ceramica di tipo di Palma Campania).
L’industria litica recuperata al momento della identificazione del sito era ancora molto limitata ma comunque garantita da una punta di scalpello, tre denticolati, tre raschiatoi, numerosi frammenti di ossidiana, tra cui almeno due lame, una punta cuspide di freccia, un attacco di cuspide di freccia e una pietra focaia di età storica. 
Tra le varie forme vascolari recuperate la scodella sembra essere quella più diffusa, mentre le tecniche decorative più ricorrenti sono la decorazione impressa e la decorazione incisa. La decorazione ottenuta con la tecnica dell’impressione o dell’incisione generalmente tende a localizzarsi sulle superfici esterne, solo in qualche caso la si ritrova anche nella parte interna dei contenitori ceramici. I motivi decorativi sono stati realizzati con l’uso di varie tecniche come quella ad unghiate, digitata, con pizzicate, a rockers, mentre l’ornamento cardiale è presente su di un solo esemplare.
Dopo i primi rinvenimenti furono eseguiti dei saggi di limitata estensione che hanno consentito di ampliare le informazioni provenienti dalle raccolte di superficie con i dati provenienti dalle sezioni stratigrafiche. 
L’area di Campo Ceraso continua ad essere frequentata anche in età storica, come comprova la presenza di una vasta necropoli di età romana e di una villa rustica dello stesso periodo, entrambe localizzate nelle immediate vicinanze del sito preistorico.
Con D.M. 31/01/1997, ai sensi degli artt.1-3-4 della legge 1/06/1939 n.1089, è vincolata la località di Campo Ceraso: F. 3 p.lle 528-529-530-541 ex 441-542-536-537-538-432-559-661-658 ex 434-533-656-432-667-540-535.
Il vincolo fu notificato al Comune di Torre Le Nocelle il 04/02/1997.

## Stratigrafia
La stratigrafia del sito è ricostruibile grazie alla giustapposizione delle sequenze rilevate nelle sezioni occasionali esposte:
1. Piano di campagna attuale marrone chiaro;
2. Paleosuolo giallo chiaro con livello intermedio di cineriti grigie rielaborate;
3. Paleosuolo marrone chiaro;
4. Paleosuolo (post Avellino) marrone giallastro con sottile orizzonte superiore nerastro;
5. Eruzione delle pomici di Avellino (XVIII sec. a. C.), articolato in una sequenza cineritica grigia superficialmente, e in un livello inferiore di pomici biancastre;
6. Paleosuolo marrone scuro fortemente antropizzato (circa. 30 cm; frammenti della facies di Palma Campania);
7. Deposito di terreno nero marrone (circa. 1,5m di spessore), fortemente antropizzato, articolato in almeno 3 livelli sovrapposti; abbondante è la ceramica impressa grezza e fine, con motivi ad unghiate, incisioni e punzoni, almeno in parte riconducibile allo stile di Guadone (Rendina II), databile al Neolitico Antico 2, anche se non si può escludere la presenza di materiali più antichi (Rendina I - Neolitico Antico 1). Sono attestati frammenti di incannucciata, focolari e ossa.
8. Banco di argilla naturale sterile di colore beige chiaro.

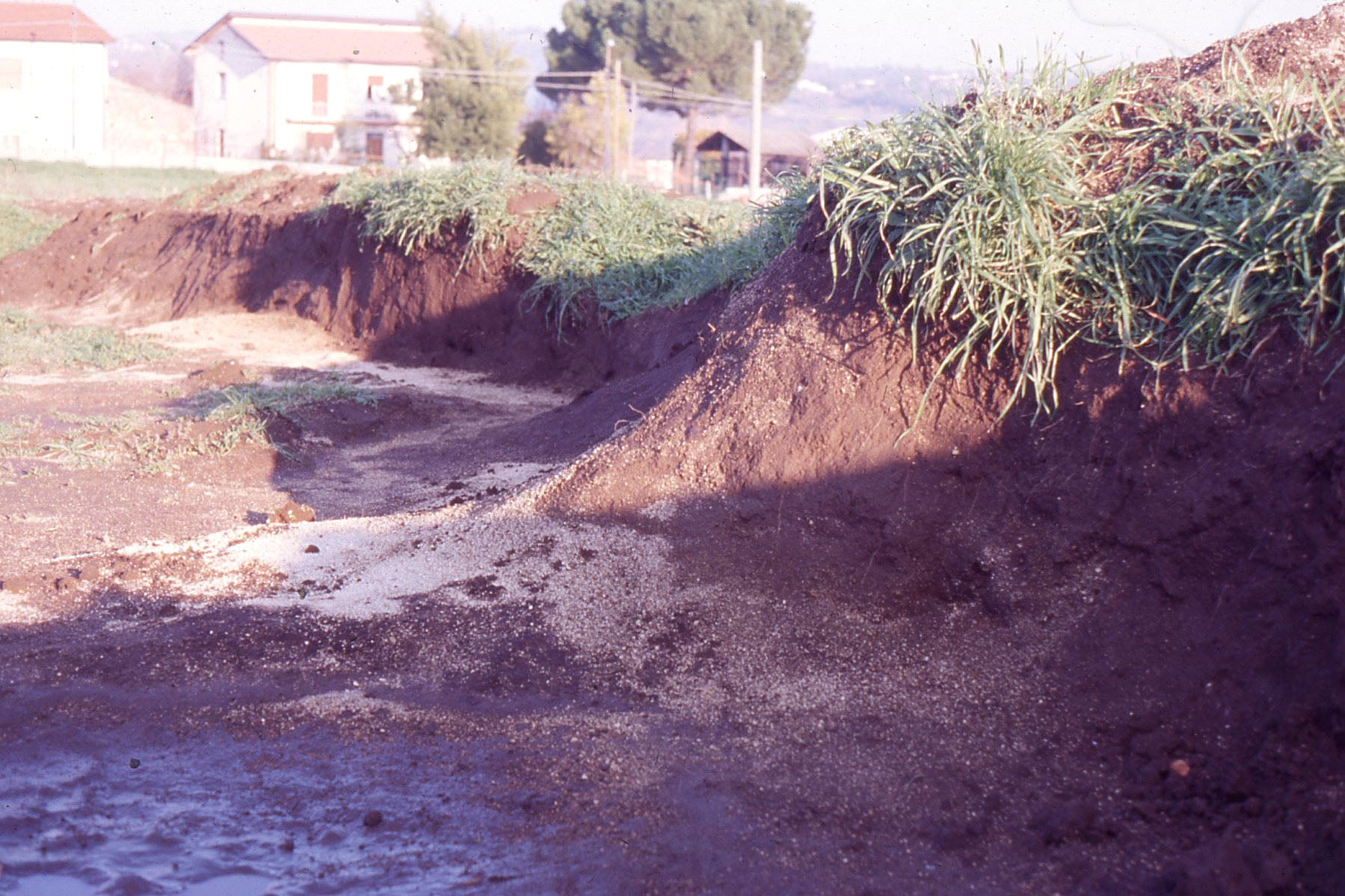
Campo Ceraso, stratigrafia

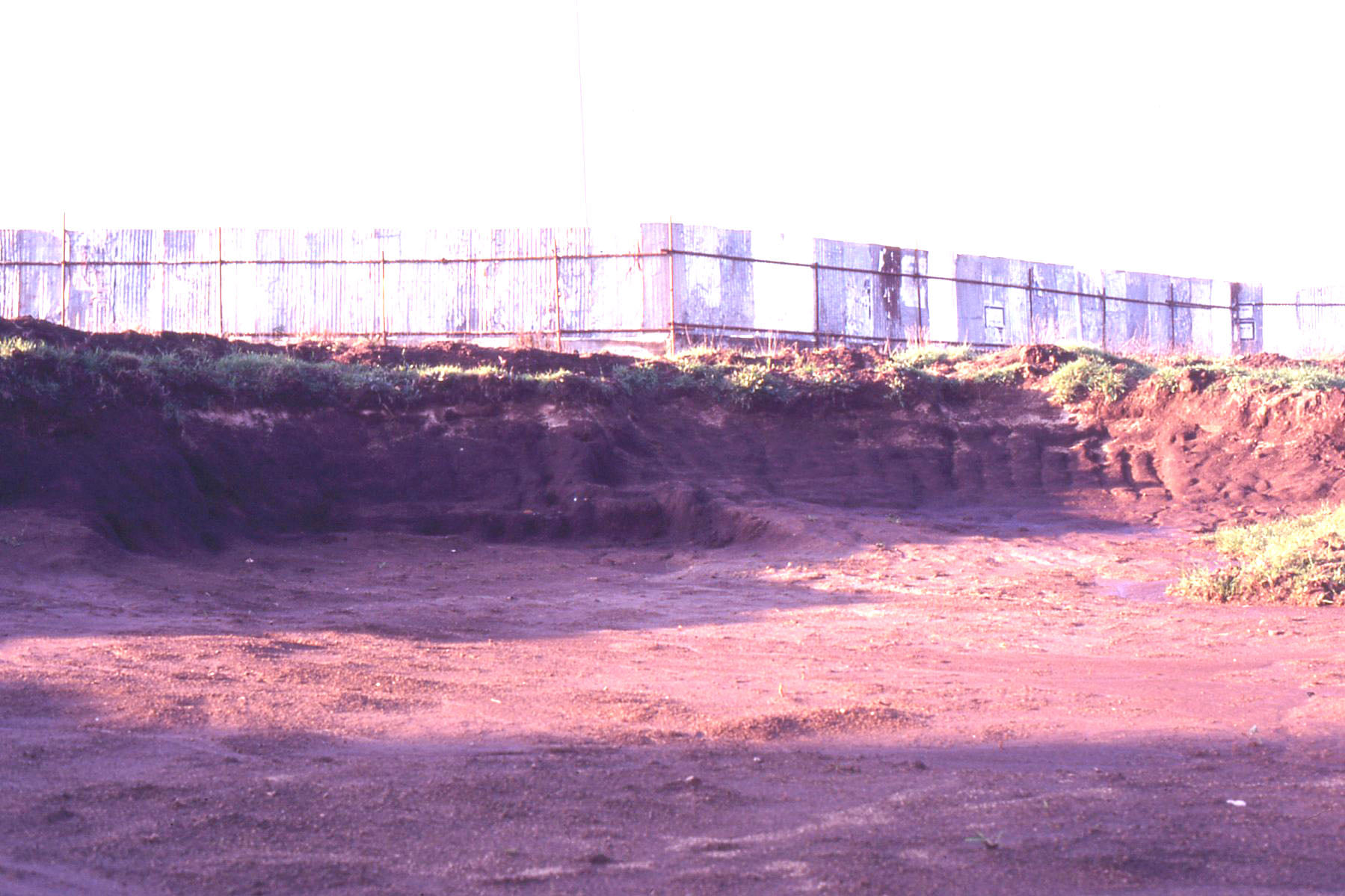
Campo Ceraso, stratigrafia

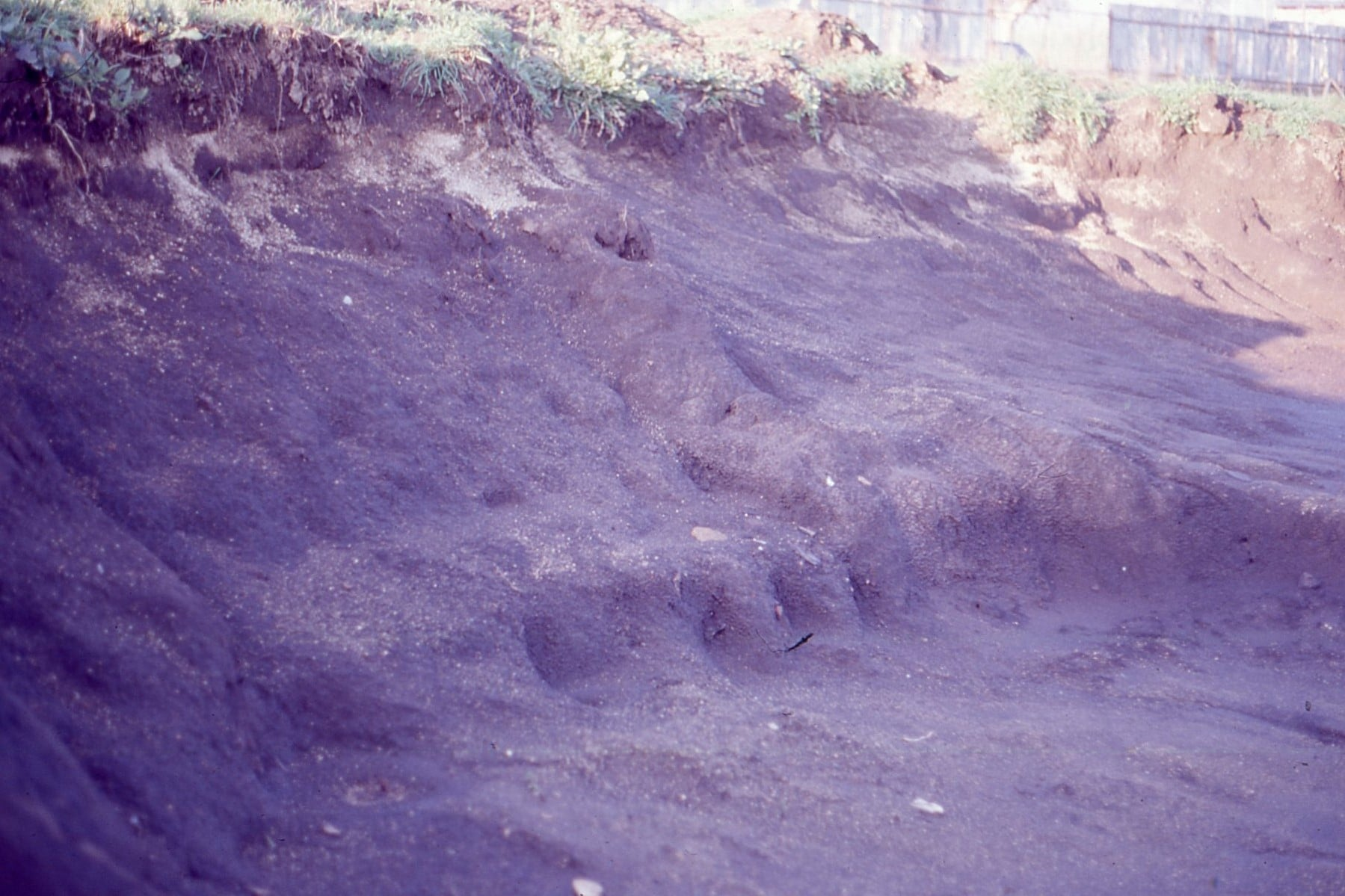
Campo Ceraso, stratigrafia

## Inquadramento cronologico e culturale
Il tipo e la densità dei materiali rinvenuti testimoniano che l’area è stata frequentata per alcuni millenni, non senza soluzione di continuità, prevalentemente con funzione di abitato.
- Neolitico antico: abbondante è la ceramica impressa grezza e fine, con motivi ad unghiate, incisioni e punzoni, almeno in parte riconducibile allo stile di Guadone (Rendina II), databile al Neolitico Antico 2, anche se non si può escludere la presenza di materiali più antichi (Rendina I- Neolitico Antico 1). Sono attestati frammenti di incannucciata, focolari, e ossa. Dagli elementi riportati, sembrerebbe che l’abitato di età neolitica doveva occupare l’intera sommità della collina.
- Neolitico finale: i frammenti della facies di Diana, raccolti prevalentemente in superficie, potrebbero testimoniare una parziale rioccupazione dell’area.
- Eneolitico: ceramica di tipo Laterza e pochi frammenti della facies di Taurasi attestata a San Martino di Taurasi.
- Bronzo antico: frammenti di ceramica della facies di Palma Campania consentono di poter ipotizzare la presenza di un abitato speculare a quello individuato a Pratola Serra, posto a guardia della valle fluviale sottostante, con un chiaro intento di controllo strategico dei percorsi dell’epoca.
- Bronzo medio: frammenti di ceramica riconducibili a questo orizzonte cronologico sono stati recuperati soprattutto nell’area a valle. Le tracce di battuto in argilla cruda e i resti di una fossa sono forse interpretabili come i resti di un fondo di capanna.
- Età romana: in tutta l’area, nei livelli più superficiali, sono stati individuati frammenti di ceramica di epoca medio repubblicana, con concentrazioni significative in alcuni punti.